# 5. etape af Vuelta a España 2018
5. etape af Vuelta a España 2018 gik fra Granada til Roquetas de Mar 29. august 2018. 
Simon Clarke vandt etapen og Rudy Molard overtog den røde førertrøje.

## Etaperesultater
| \| Etaperesultat \| Etaperesultat \| Etaperesultat \| Etaperesultat \| Etaperesultat \| \| Rytter \| Rytter \| Hold \| Tid \| \| \| ------------- \| -------------------- \| ------------------------- \| ------------- \| ------------- \| \| 1. \| Simon Clarke \| EF Education First-Drapac \| 4t 36' 07" \| \| \| 2. \| Bauke Mollema \| Trek-Segafredo \| + 0" \| \| \| 3. \| Alessandro De Marchi \| BMC Racing Team \| + 0" \| \| \| 4. \| Davide Villella \| Astana \| + 8" \| \| \| 5. \| Floris De Tier \| LottoNL-Jumbo \| + 8" \| \| \| 6. \| Rudy Molard \| Groupama-FDJ \| + 28" \| \| \| 7. \| Maxime Monfort \| Lotto-Soudal \| + 1' 58" \| \| \| 8. \| Jonathan Lastra \| Caja Rural-Seguros RGA \| + 2' 00" \| \| \| 9. \| Franco Pellizotti \| Bahrain-Merida \| + 2' 00" \| \| \| 10. \| Merhawi Kudus \| Dimension Data \| + 2' 00" \| \| |                      |                           |            |
| |                      |                           |            |
| Kilde: ProCyclingStats |                      |                           |            |
| Etaperesultat |                      |                           |            |
| Rytter | Rytter               | Hold                      | Tid        |
| 1. | Simon Clarke         | EF Education First-Drapac | 4t 36' 07" |
| 2. | Bauke Mollema        | Trek-Segafredo            | + 0"       |
| 3. | Alessandro De Marchi | BMC Racing Team           | + 0"       |
| 4. | Davide Villella      | Astana                    | + 8"       |
| 5. | Floris De Tier       | LottoNL-Jumbo             | + 8"       |
| 6. | Rudy Molard          | Groupama-FDJ              | + 28"      |
| 7. | Maxime Monfort       | Lotto-Soudal              | + 1' 58"   |
| 8. | Jonathan Lastra      | Caja Rural-Seguros RGA    | + 2' 00"   |
| 9. | Franco Pellizotti    | Bahrain-Merida            | + 2' 00"   |
| 10. | Merhawi Kudus        | Dimension Data            | + 2' 00"   |

## Samlet efter etapen

### Samlede stilling
| \| Samlede stilling \| Samlede stilling \| Samlede stilling \| Samlede stilling \| Samlede stilling \| \| Rytter \| Rytter \| Hold \| Tid \| \| \| ---------------- \| ------------------ \| ---------------- \| ---------------- \| ---------------- \| \| 1. \| Rudy Molard \| Groupama-FDJ \| 18t 27' 40" \| \| \| 2. \| Michał Kwiatkowski \| Team Sky \| + 41" \| \| \| 3. \| Emanuel Buchmann \| Bora-Hansgrohe \| + 48" \| \| \| 4. \| Simon Yates \| Mitchelton-Scott \| + 51" \| \| \| 5. \| Alejandro Valverde \| Movistar Team \| + 53" \| \| \| 6. \| Wilco Kelderman \| Team Sunweb \| + 1' 06" \| \| \| 7. \| Jon Izagirre \| Bahrain-Merida \| + 1' 11" \| \| \| 8. \| Tony Gallopin \| AG2R La Mondiale \| + 1' 14" \| \| \| 9. \| Nairo Quintana \| Movistar Team \| + 1' 14" \| \| \| 10. \| Steven Kruijswijk \| LottoNL-Jumbo \| + 1' 18" \| \| |                    |                  |             |
| |                    |                  |             |
| Kilde: ProCyclingStats |                    |                  |             |
| Samlede stilling |                    |                  |             |
| Rytter | Rytter             | Hold             | Tid         |
| 1. | Rudy Molard        | Groupama-FDJ     | 18t 27' 40" |
| 2. | Michał Kwiatkowski | Team Sky         | + 41"       |
| 3. | Emanuel Buchmann   | Bora-Hansgrohe   | + 48"       |
| 4. | Simon Yates        | Mitchelton-Scott | + 51"       |
| 5. | Alejandro Valverde | Movistar Team    | + 53"       |
| 6. | Wilco Kelderman    | Team Sunweb      | + 1' 06"    |
| 7. | Jon Izagirre       | Bahrain-Merida   | + 1' 11"    |
| 8. | Tony Gallopin      | AG2R La Mondiale | + 1' 14"    |
| 9. | Nairo Quintana     | Movistar Team    | + 1' 14"    |
| 10. | Steven Kruijswijk  | LottoNL-Jumbo    | + 1' 18"    |

### Pointkonkurrencen
| Pointkonkurrence | Pointkonkurrence     | Pointkonkurrence          | Pointkonkurrence | Pointkonkurrence |
| Rytter           | Rytter               | Hold                      | Point            |                  |
| ---------------- | -------------------- | ------------------------- | ---------------- | ---------------- |
| 1.               | Michał Kwiatkowski   | Team Sky                  | 46 point         |                  |
| 2.               | Alejandro Valverde   | Movistar Team             | 33 point         |                  |
| 3.               | Simon Clarke         | EF Education First-Drapac | 30 point         |                  |
| 4.               | Ben King             | Dimension Data            | 29 point         |                  |
| 5.               | Alessandro De Marchi | BMC Racing Team           | 28 point         |                  |
| 6.               | Rohan Dennis         | BMC Racing Team           | 25 point         |                  |
| 7.               | Elia Viviani         | Quick-Step Floors         | 25 point         |                  |
| 8.               | Wilco Kelderman      | Team Sunweb               | 20 point         |                  |
| 9.               | Bauke Mollema        | Trek-Segafredo            | 20 point         |                  |
| 10.              | Nikita Stalnow       | Astana                    | 20 point         |                  |

### Bjergkonkurrencen
| Bjergkonkurrence | Bjergkonkurrence   | Bjergkonkurrence           | Bjergkonkurrence | Bjergkonkurrence |
| Rytter           | Rytter             | Hold                       | Point            |                  |
| ---------------- | ------------------ | -------------------------- | ---------------- | ---------------- |
| 1.               | Luis Ángel Maté    | Cofidis, Solutions Crédits | 36 point         |                  |
| 2.               | Pierre Rolland     | EF Education First-Drapac  | 20 point         |                  |
| 3.               | Ben King           | Dimension Data             | 12 point         |                  |
| 4.               | Ben Gastauer       | AG2R La Mondiale           | 7 point          |                  |
| 5.               | Bauke Mollema      | Trek-Segafredo             | 6 point          |                  |
| 6.               | Nikita Stalnow     | Astana                     | 6 point          |                  |
| 7.               | Thomas De Gendt    | Lotto-Soudal               | 5 point          |                  |
| 8.               | Nans Peters        | AG2R La Mondiale           | 4 point          |                  |
| 9.               | Alejandro Valverde | Movistar Team              | 3 point          |                  |
| 10.              | Stéphane Rossetto  | Cofidis, Solutions Crédits | 3 point          |                  |

### Kombinationskonkurrencen
| Kombinationskonkurrence | Kombinationskonkurrence | Kombinationskonkurrence   | Kombinationskonkurrence | Kombinationskonkurrence |
| Rytter                  | Rytter                  | Hold                      | Point                   |                         |
| ----------------------- | ----------------------- | ------------------------- | ----------------------- | ----------------------- |
| 1.                      | Alejandro Valverde      | Movistar Team             | 16 point                |                         |
| 2.                      | Michał Kwiatkowski      | Team Sky                  | 17 point                |                         |
| 3.                      | Ben King                | Dimension Data            | 27 point                |                         |
| 4.                      | Bauke Mollema           | Trek-Segafredo            | 46 point                |                         |
| 5.                      | Laurens De Plus         | Quick-Step Floors         | 51 point                |                         |
| 6.                      | Simon Clarke            | EF Education First-Drapac | 51 point                |                         |
| 7.                      | Ben Gastauer            | AG2R La Mondiale          | 55 point                |                         |
| 8.                      | Pierre Rolland          | EF Education First-Drapac | 64 point                |                         |
| 9.                      | Nikita Stalnow          | Astana                    | 99 point                |                         |
| 10.                     | Alessandro De Marchi    | BMC Racing Team           | 108 point               |                         |

### Holdkonkurrencen
| Holdkonkurrence | Holdkonkurrence                          | Holdkonkurrence | Holdkonkurrence |
| Hold            | Hold                                     | Tid             |                 |
| --------------- | ---------------------------------------- | --------------- | --------------- |
| 1.              | Astana                                   | 55t 21' 33"     |                 |
| 2.              | Lotto NL-Jumbo                           | + 3' 04"        |                 |
| 3.              | Movistar Team                            | + 3' 23"        |                 |
| 4.              | EF Education First-Drapac p/b Cannondale | + 4' 35"        |                 |
| 5.              | Dimension Data                           | + 5' 07"        |                 |
| 6.              | Bora-Hansgrohe                           | + 6' 50"        |                 |
| 7.              | Bahrain-Merida                           | + 8' 03"        |                 |
| 8.              | Sky                                      | + 11' 07"       |                 |
| 9.              | AG2R La Mondiale                         | + 12' 03"       |                 |
| 10.             | UAE Team Emirates                        | + 12' 10"       |                 |